# Hargaon
Hargaon là một thị xã và là một nagar panchayat của quận Sitapur thuộc bang Uttar Pradesh, Ấn Độ.

## Nhân khẩu
Theo điều tra dân số năm 2001 của Ấn Độ, Hargaon có dân số 17.972 người. Phái nam chiếm 53% tổng số dân và phái nữ chiếm 47%. Hargaon có tỷ lệ 56% biết đọc biết viết, thấp hơn tỷ lệ trung bình toàn quốc là 59,5%: tỷ lệ cho phái nam là 64%, và tỷ lệ cho phái nữ là 48%. Tại Hargaon, 18% dân số nhỏ hơn 6 tuổi.